# Rozdělení povinností
Rozdělení povinností je také známé jako segregace či sdílení povinností nebo pod angl. zkratkou SoD (Separation of Duties), v politické oblasti se používá rozdělení pravomocí nebo dělba moci. Je to po staletí známá zásada, přístup podle kterého je nutné mít k důležitým úkolům více než jednu osobu; v podnikání je toto provedeno umělým rozdělením úkolu mezi více osob. Rozdělení slouží jako vnitřní kontrola, která má předcházet podvodům a chybám. Tradičním příkladem dělení nebo sdílení povinnosti je požadavek dvou podpisů na šeku nebo na smlouvě.
V demokraciích slouží k podobnému účelu rozdělení veřejné moci na moc zákonodárnou, výkonnou a soudní, aby se zajistila soudcovská nezávislost a výkonná moc byla omezena zákony, jež si nemůže schvalovat sama..
Některé země (Itálie, ČR) zjišťují, že předseda vlády by neměl vlastnit nebo ovládat média, protože ta silně ovlivňují veřejné mínění. (Více viz Funkce masmédií).
V informatice se k naplnění tohoto principu zavádí speciální politiky a různé typy redundance. Také zde má SoD zabránit hromadění příliš velké moci v rukou jediné osoby nebo rozdělit kritickou komponentu na více částí. Např. diskové pole RAID chrání data před fyzickým selháním jednoho nebo více pevných disků.

## Princip fungování
SoD zahrnuje rozčlenění úkolů, které by jednotlivec mohl rozumně splnit sám, na více úkolů, takže nikdo nebude mít výlučnou kontrolu. Běžné je oddělení
- úschovy aktiv od účetnictví,
- povolení transakcí (podpis smlouvy, faktury) od úschovy přidružených aktiv (pokladní operace) a
- provozních povinností od odpovědnosti za vedení záznamů.[4]

Správa mezd je dobrým příkladem administrativní oblasti, ve které je rizikem jak podvod, tak omyl. Obvyklou segregací povinností pro výplatu mezd je mít jednoho zaměstnance odpovědného za účetní operace a jiného odpovědného za autorizace finančních transakcí. Oddělení povinností tak snižuje možnost, že chyby, ať už úmyslné nebo neúmyslné, lze učinit, aniž by je někdo odhalil.
Cíle rozdělení povinností
- prevence skutečného nebo možného střetu zájmů, protiprávního jednání, podvodů, zneužití a chyb,
- prevence chyb v řízení včetně porušování bezpečnosti, krádeže informací a obcházení bezpečnostních kontrol,
- omezení různých typů selhání a funkčních chyb (syndrom vyhoření, redundance kritické komponenty).

V zásadě je k dispozici několik volitelných přístupů
- sekvenční separace (princip dvou podpisů)
- individuální separace (princip čtyř očí)
- prostorové oddělení (separátní akce na samostatných místech)
- faktoriální oddělení (několik faktorů přispívá k dokončení).

Správné SoD je navrženo tak, aby zajistilo, že jednotlivci nemají protichůdné povinnosti, ani odpovědnost za podávání zpráv o sobě nebo svém nadřízeném.

## Pravomoci a povinnosti v politice
Demokratický, svobodný systém věnuje velkou pozornost ústavním pojistkám, které omezují moc státu a možnost útlaku ve sféře lidských práv. Moc zákonodárná, moc výkonná a moc soudní jsou na sobě nezávislé, demokraticky kontrolovatelné a vzájemně vyvažované do rovnováhy.
V klasickém schématu je soudcovská moc oddělena od státu a chráněna před jeho zásahy tím, že soudce nelze přímo odvolat a tím, že je vázán jen zákony, nikoli nařízeními a vyhláškami, které přijímá exekutiva. Vládu nejmenuje parlament, ale hlava státu. Platí také princip neslučitelnosti některých funkcí, např. hlava státu nemůže být zároveň poslancem, ministr soudcem atd. Nezávislost je posílena vysokými platy ústavních činitelů i tím, že členové parlamentu, státní představitelé, diplomaté a soudci mají obvykle určitou formu imunity. Ta je má ochránit před zatčením či trestním stíháním z politických nebo mocenských důvodů.
Princip vzájemných brzd a protivah se projevuje např. v tom, že vláda je kontrolována a omezována parlamentem nejen zákony, ale i možným vyslovením nedůvěry (de facto odvoláním vlády), pravidelným schvalováním rozpočtu, interpelacemi a podobně. Naproti tomu vláda administrativně řídí a financuje soudnictví, ústavní soud může zrušit zákony apod. Zákonodárná moc je omezena tím, že zákony mohou být pouze obecné.
V praxi však dochází k tomu, že
- míra obecnosti zákonů a přípustnosti výjimek je mnohdy sporná (Lex Masaryk, Lex Beneš, Lex Schwarzenberg apod.),
- exekutiva musí získat důvěru parlamentu, což vede k propojení mezi vládou a parlamentní většinou,
- jmenování soudců někdy vzbuzuje pochybnosti nebo je přímo jmenuje exekutiva (viz Krize polského ústavního soudu, tzv. Výbor pro veřejné blaho),
- samospráva soudů v některých zemích dlouhodobě nefunguje (úlohu Nejvyšší soudcovské rady v ČR vykonává Ministerstvo spravedlnosti) atd.

## Pravomoci a povinnosti v informatice
Rozdělení pravomocí a povinností se ve velkých IT organizacích již běžně používá tak, aby žádná osoba nebyla schopna zavést podvodný nebo škodlivý kód nebo neoprávěně manipulovat daty bez odhalení.
Přísná kontrola změn softwaru a dat vyžaduje, aby stejná osoba nebo organizace vykonávaly pouze jednu z následujících rolí:
- Identifikace požadavku (nebo žádosti o změnu)
- Autorizace a schválení manažerem
- Strukturovaný návrh (objektově orientovaná analýza a design) a vývoj (programování) podle osvědčených metodik
- Přezkum, kontrola a schválení, např. testmanažer, jiný vývojář nebo architekt
- Nasazení do produkce (Release management)

Nejedná se o popis vývoje softwaru, ale o neúplný výčet činností důležitých z hlediska oddělení povinností.
Takzvaný princip čtyř očí se ve fázi vývoje může realizovat formou párového programování, kdy společně u jednoho počítače pracují dva programátoři. Zabraňuje se tam mimo jiné tzv. profesionální slepotě (vzniku chyby, která může být i laikovi zřejmá na první pohled, ale profesionál ji nevidí).
Příklady z oblasti bezpečnosti
- Osoba odpovědná za navrhování a provádění bezpečnosti nesmí být stejná osoba jako osoba odpovědná za testování bezpečnosti, provádění bezpečnostních auditů nebo sledování a podávání zpráv o bezpečnosti.
- Jednotlivec odpovědný za bezpečnost informací nemá být podřízeným vedoucího informatiky.
- Při řízení identit (IdM) se segregace povinností provádí na úrovni RBAC vyloučením protikladných rolí. To znamená, že role, které se vzájemně vylučují, nemohou být přiřazeny stejnému uživateli současně.[3]
- Rozdělení jednoho bezpečnostního klíče na více částí a jejich přidělení různým osobám.

## Vlastnosti, způsob použití
Na začátku zvažte možnosti chyb nebo podvodných transakcí a jejich dopad na fungování firmy. Začíná se s transakcí, která je nepostradatelná, ale může být zneužita. Existuje více testů jak zjistit její potřebnost v konkrétním případě:
- Nejprve se zeptejte, zda může někdo změnit nebo zničit vaše finanční údaje, aniž by byl odhalen.
- Za druhé, zda může někdo ukrást nebo vyzradit citlivé informace, aniž by byl odhalen.
- Za třetí, zda má někdo vliv na návrh kontrol, provádění a podávání zpráv o účinnosti kontrol. Odpovědi na všechny tyto otázky by měly být "ne".[7]

K oddělení povinností rozdělte transakci do samostatných kroků, z nichž každý je nezbytný pro dokončení a správnou funkci nebo by sloučené kroky umožnily zneužití transakce.
Přiřaďte každý krok jiné osobě nebo organizaci.
Pokud je dostatečné oddělení povinností obtížné nebo velmi drahé, mělo by vedení organizace posílit nebo duplikovat kontrolu a dohled. Rovněž pokud oddělení povinností nestačí k vyloučení nebo přiměřenému snížení rizika odhalení chyb, měla by se úroveň kontroly ze strany vedení zvýšit.
Oddělení povinností je výhodné demonstrovat navenek. K prokazování systému kontroly, který zahrnuje oddělení povinností, je vhodné použité procesy dokumentovat a autorizovat. Dokumentace k rozdělení má být přesná, konkrétní, aktuální a široce dostupná, protože možnost veřejné nebo široké vnitropodnikové kontroly nic nestojí, ale vytváří tlak na správné fungování procesu.

## Nevýhody dělení úkolů
Rozdělení úkolů na samostatné komponenty sice zvyšuje bezpečnost, ale může mít nepříznivý dopad na efektivitu podnikání a zvýšit náklady, složitost a požadavky na personál. Proto většina firem používá tyto kontrolní mechanismy pouze na ty nejzranitelnější a nejdůležitější prvky podnikání.